# Albert Yvel
Albert Yvel (* 27. Februar 1927 in Algier) ist ein französischer Boxer. Er war Europameister der Berufsboxer im Halbschwergewicht.

## Werdegang
Albert Yvel, jüdischen Glaubens, wurde bereits mit 18 Jahren Berufsboxer. Seine ersten zwölf Kämpfe, die er alle gewann, bestritt er ausschließlich in seiner Heimatstadt Algier. 1948 erkämpfte er sich durch Siege über Assane Diouf am 19. April 1947 in Tunis und über Lucien Corenthin am 19. Februar 1948 in Paris das Herausforderungsrecht an den französischen Meister Emile Bentz. Dieser Kampf fand am 8. März 1948 in Paris statt und endete mit einem K.-o.-Sieg von Emile Bentz in der 8. Runde.
Im Rückkampf dieser beiden Boxer, bei dem es nicht um die französische Meisterschaft ging, siegte am 3. Juli 1948 in Algier Albert Yvel durch K. o. in der 8. Runde über Bentz. Am 20. November 1948 errang dann Albert Yvel in Algier durch einen Punktsieg nach 15 Runden über Lucien Corenthin, der zwischenzeitlich Emile Bentz den Titel abgenommen hatte, den französischen Meistertitel im Halbschwergewicht. Diesen Titel verteidigte Albert Yvel am 8. April 1950 in Algier erfolgreich gegen den in Frankreich eingebürgerten Armenier Jacques Hairabedian durch einen techn. K.-o.-Sieg in der 6. Runde.
Albert Yvel erhielt daraufhin von der Europäischen Box-Union das Recht am 9. Juli 1950 in Algier gegen den Italiener Renato Tontini um den vakanten Europameistertitel im Halbschwergewicht zu kämpfen. Er gewann diesen Kampf, weil Tontini in der 10. Runde disqualifiziert werden musste. Es gelang ihm auch, diesen Titel am 30. Dezember 1950 in Algier durch einen techn. K.-o.-Sieg in der 8. Runde über den Spanier Paco Bueno zu verteidigen.
Am 27. März 1951 verlor Albert Yvel den Europameistertitel in Kensington, London, an den Briten Don Cockell, gegen den er in der 6. Runde verteidigungsunfähig aus dem Kampf genommen werden musste.
In den folgenden Monaten kämpfte Albert Yvel dann auch dreimal in der Bundesrepublik Deutschland. Er musste dabei aber drei kurzrundige Niederlagen gegen Gerhard Hecht, Herbert Kleinwächter und Willi Hoepner hinnehmen. Seinen letzten Kampf als Profiboxer bestritt er am 24. Januar 1953 in Istanbul gegen Jacques Hairabedian, den er durch Aufgabe in der 6. Runde verlor.
Danach beendete Albert Yvel seine Laufbahn.